# لوکاس سانچز (بازیکن فوتبال، زاده ۱۹۹۴)
لوکاس سانچز (انگلیسی: Lucas Sánchez؛ زادهٔ ۲۵ ژانویهٔ ۱۹۹۴) بازیکن فوتبال است.